# Ноте, Кесаи Геса
Кесаи Геса Ноте (марш. Kessai Hesa Note; встречается также вариант Кессаи Хеса Ноут) (7 августа 1950, Аилинглаплап) — третий президент Маршалловых Островов с 14 января 2000 по 14 января 2008 года. Избран парламентом в 2000 году, переизбран парламентом в 2004 году, набрав 20 голосов и победив своего соперника Джастина деБрума, набравшего 9 голосов. Член Объединённой Демократической Партии. В 2008 проиграл выборы Литокве Томеингу.